# Асылбаев, Владимир Мауленович
Владимир Мауленович Асылбаев (28 ноября 1945 — 19 сентября 1995, Алма-Ата) — советский футболист, защитник. Мастер спорта СССР (1967).

## Биография
Два младших брата Пётр (род. 1954) и Александр (род. 1957) тоже были футболистами. Также в семье были старшая сестра Валентина и ещё два младших брата.
Владимир Асылбаев начинал заниматься боксом, затем — воспитанник школы «Шахтёра» Караганда, тренеры Х. Газелериди, Андрей Гумиров. В 1964—1967 годах играл за «Шахтёр» во второй групп класса «А».
В 1968—1973 годах играл за «Кайрат» Алма-Ата, в первой/высшей группе класса «А» в 1968—1969, 1971—1973 годах провёл 132 матча, забил три гола.
Завершил карьеру в команде второй лиги «Металлург» Чимкент в качестве играющего тренера.
Выступал за молодёжную сборную СССР.
Обладатель Кубка международного спортивного союза железнодорожников (1971).
Работал детским тренером в Алма-Ате.
Скончался 19 сентября 1995 года в возрасте 49 лет. Похоронен на Кенсайском кладбище Алматы.
С 2001 года в Алма-Ате стал проводиться детский футбольный турнир памяти Владимира Асылбаева.